# Marlene Niemi
Marlene Niemi (ur. 17 sierpnia 1992) – fińska pływaczka, specjalizująca się głównie w stylu motylkowym i dowolnym.
Brązowa medalistka mistrzostw Europy na krótkim basenie z Eindhoven w sztafecie 4 x 50 m stylem dowolnym.
W 2011 roku zakończyła sportową karierę.